# フリードリヒ・ハック
フリードリヒ・ヴィルヘルム・ハック（Friedrich Wilhelm Hack, 1887年10月7日 - 1949年6月4日）は、ドイツの実業家、ブローカー、政治工作者。1920年代から1930年代にかけて大日本帝国海軍にドイツ航空機の売り込みを行い、その関係を利用して日独防共協定のきっかけを作った。また、第二次世界大戦中に日米間の終戦工作を行った。国家学の学位を持っていたため、「ドクター・ハック」と通称された。

## 経歴

### 生い立ち
1887年にフライブルクで生まれる。1912年にフライブルク大学の経済学部を卒業すると、オットー・ヴィートフェルト (Otto Wiedfeldt) の秘書として極東に赴く。1912年より南満州鉄道東京支社の調査部に勤務した。

### 第一次世界大戦
第一次世界大戦では義勇兵として青島に参じ、予備陸軍中尉・膠州湾総督府のスタッフ（通訳・情報収集）となる。青島の戦いにドイツ軍が降伏したことで日本の捕虜となり、福岡俘虜収容所に送られた（送られる途中の薩摩丸船内では青島篭城の講義も行う）。日本語が話せたハックは､そこでも通訳を務めた。福岡収容所時代に、被収容者のドイツ将校4名の脱走を助けたとして1916年1月の軍事法廷で懲役1年6か月の判決を受けるが、のちに13か月に減刑されて1916年12月に仮出獄、福岡収容所に戻る。1918年3月に習志野俘虜収容所に移り、その地でドイツ休戦による俘虜解放の日を迎える。習志野捕虜収容所には、ハックと同じ「予備陸軍中尉・参謀本部通訳」のヨハンネス・ユーバーシャールがおり、捕虜解放が近づいた1919年12月23日付の東京日日新聞には、「習志野大学教授と呼ばるる」という見出しに二人が並んで写った写真を含む、二人へのインタビュー記事が掲載されている。

### シンツィンガー＆ハック商会
1920年ドイツに帰国。ハックは退役陸軍少佐でクルップ社の日本代表の経歴も持つアドルフ・シンツィンガー(Albert Schinzinger)と共に、シンツィンガー＆ハック商会 (Schinzinger & Hack Co.) を設立した。ハックはこの会社を通じて日独両海軍の技術面での情報交換を進めることになる。大木毅はその背景として、日英同盟の廃棄でイギリスの技術導入が見込めなくなった日本と、ヴェルサイユ条約で潜水艦や航空機の保有を禁止されたドイツとの利害の一致があると指摘している。
ハックと日本海軍の接触は、1920年に渡欧した三菱の技術者を案内したことが記録に残る最初で、1921年頃にはベルリンの日本海軍事務所の顧問のようになっていた。ハックは日本海軍にハインケル社の航空機などを売り込み、関係を強めた。さらに1923年には当時のドイツ海軍統帥部長官、パウル・ベーンケ(Paul Behncke)大将を説き伏せ、日本海軍に技術を供与する意向がある旨を伝える書簡を書かせ、帰国する駐独大使館付海軍武官・荒城二郎に手交させた。またハインケル社とも密接な関係を築き、後には同社の対日代表にも就任した。

### ベルリン日独協会
1934年、ベルリン日独協会の会員であったハックは、第二次ロンドン海軍軍縮会議予備交渉のために訪欧中の山本五十六とドイツ海軍総司令官エーリヒ・レーダー、軍縮問題全権ヨアヒム・フォン・リッベントロップとの会談をセットした。
1935年、駐独大使館付陸軍武官の大島浩と会談、大島とのリッベントロップとの会談を成立させた。また、同年10月には大島、国防軍情報部長のヴィルヘルム・カナリス、国防相ヴェルナー・フォン・ブロンベルクと共にフライブルクでの日本との軍事協力に関する会合に参加し、11月15日のリッベントロップ邸での会談にも参加した。出席者はリッベントロップ、大島、カナリス、ナチ党外交部のヘルマン・フォン・ラウマー (Hermann von Raumer) らであった。
1936年2月8日に宣伝大臣ヨーゼフ・ゲッベルスに後援された日独合作映画『新しき土』の撮影チームとともに来日した。この際、彼はリヒャルト・ゾルゲがソ連軍スパイであるとも知らずに日独軍事協定締結交渉のために来日したことを暴露した。1936年11月25日、ハックらの努力が実を結び日独防共協定が締結される。
1937年2月、リッベントロップ、カナリス、ラウマー、オイゲン・オットらと共に大島から勲章（勲四等旭日小綬章）が手渡された。ハックの肩書きは「日独協会理事」であり、中佐相当とされていた。

### 亡命
1937年7月、ゲシュタポに逮捕される（原因はゲシュタポとカナリスの対立とされる）。嫌疑は同性愛を違法とする当時のドイツ刑法への抵触だったが、裏付けには乏しいものだった。日本の駐独海軍武官の働きかけにより釈放、同年暮れにスイスに亡命する。以降は第二次世界大戦時を通じてドイツに戻らず、スイスで活動する。

### 日米終戦交渉
第二次世界大戦終戦時の1945年に活動を再開する。そして、アメリカの戦略情報局（Office of Strategic Services、略称OSS）のアレン・ダレス（後のCIA長官）と接触、以降、ベルリン海軍武官室の酒井直衛や藤村義朗中佐らとダレス機関との交渉の準備・仲介を行う。本国の日本海軍側が「アメリカによる陸海軍の離間策」を疑ったため、交渉は成立しなかったが、終戦直前まで工作を行った。
また、1945年3月頃にスイスの国際決済銀行理事で横浜正金銀行職員だった北村孝治郎とOSSの工作員を自らの仲介で引き合わせたことが、ダレスがアメリカに送ったレポートに記録されている。北村は後にスイス駐在陸軍武官の岡本清福中将からの依頼で、同僚の吉村侃とともに（日本公使館の加瀬俊一公使の内諾も得て）、国際決済銀行顧問のペール・ヤコブソンを介してダレスと和平のための接触を持つことになるが、その動きにもハックは関係していたことになる。

### 死去
1949年、スイスのチューリッヒで客死。生涯独身だったため、最期を看取ったのは甥だった。「私は死んでも墓はいらない、名前もいらない。流浪の旅人となって消え去るだけだ。それが私には一番ふさわしい」という言葉を遺し、故郷フライブルクの中央墓地に作られた墓には名前も刻まれなかった。1986年にNHKテレビの取材班が訪れたときには、ハックの墓があった場所はすでに他人の墓所になっていた。